# 1733 aux échecs
| Années des échecs : 1730 - 1731 - 1732 - 1733 - 1734 - 1735 - 1736    |
| Décennies des échecs : 1700 - 1710 - 1720 - 1730 - 1740 - 1750 - 1760 |

Cet article présente les faits marquants de l'année 1733 aux échecs.

## Divers
Début des rencontres d’échecs à Londres, au café Slaughter’s (Old Slaughter’s Coffee House).

## Nécrologie
- 25 octobre : Giovanni Girolamo Saccheri